# Nicolau Nasoni

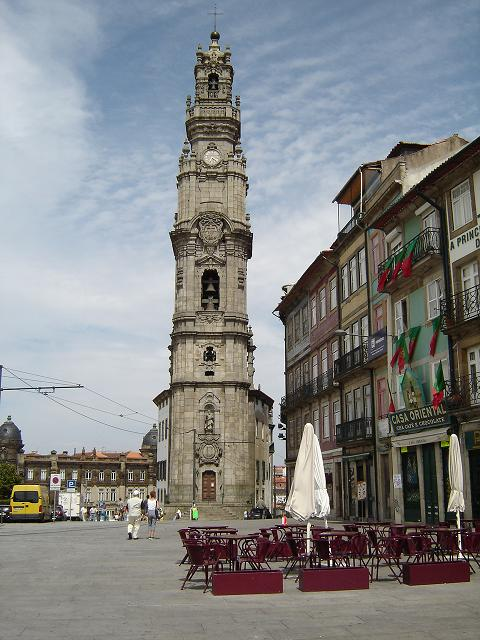
Torre de los Clérigos

Nicolau Nasoni (originalmente Niccoló Nasoni) (2 de junio de 1691 - 30 de agosto de 1773) fue un arquitecto y pintor italiano, que trabajó casi toda su vida en Portugal.
Se convirtió en el siglo XVIII en una de las figuras más influyentes en la arquitectura barroca portuguesa y la arquitectura rococó.

## Biografía
Nacido en San Giovanni Valdarno, Toscana, recibió su educación de 1713 a 1720, en Siena del maestro Giussepe Nicola Nasini. Durante este primer período, construyó un catafalco de Fernando de Médici y el arco triunfal en la catedral de Siena, para la recepción del nuevo arzobispo. Al mismo tiempo, estudió arquitectura y pintura al trabajar con su maestro en la obra del Duomo de Siena.
Fue empleado, primero como pintor en Roma en 1723 y después viajó a Malta. Nasoni recibió el encargo del nuevo Gran Maestre de la Orden de Malta, de pintar los techos y pasillos del Palacio Magistral de La Valletta. Su obra fue muy apreciada y pronto se hizo famoso como pintor decorativo. 
Por invitación de Jerónimo de Távora e Noronha, el Decano de Oporto, se trasladó a la ciudad portuguesa en 1725, donde permanecería hasta su muerte en 1773.

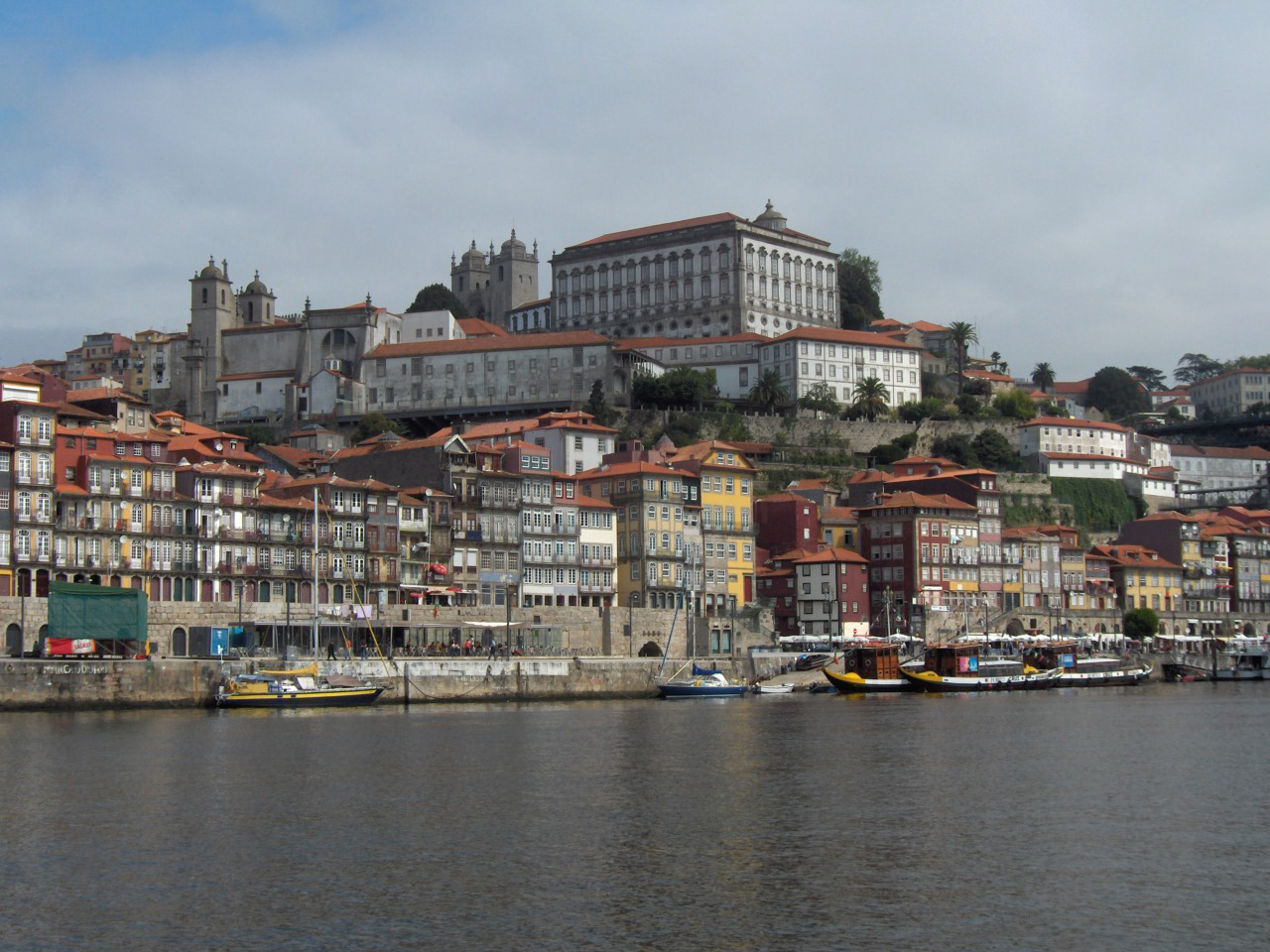
Palacio Episcopal de Oporto visto desde el Duero

Sus primeras obras registradas en Oporto fueron frescos en las paredes de la catedral en 1725; aquí introdujo a Portugal los efectos ilusionistas típicos de este período, llamados quadratura. Se le dio la tarea de redecorar y modernizar esta catedral, aún de estilo románico. Añadió el pórtico de granito (1736) de la fachada norte y la logia con la azulejos. Su retablo de plata, con ángeles que vuelan, guirnaldas, hojas de acanto y columnas salomónicas en estilo manuelino. También diseñó los dos órganos. Decoró el ábside de la catedral y el claustro (1733-1736) con una rica variedad de adornos.
En 1734 diseño la construcción del gran Palacio Episcopal de Oporto, junto a la catedral. Su fachada tiene 58 metros de largo. La construcción no comenzó hasta 1741. Solo una parte del palacio se completó durante su vida.
En 1729 se casó con Isabel Castriotto Rixaral, una napolitana de ascendencia noble. Ella murió al año siguiente a causa de las complicaciones del parto de su primer hijo, llamado José.
En 1731 se casó nuevamente, esta vez con una mujer portuguesa, Antonia Mascaranhas Malafaia, de la cual tuvo 5 hijos: Margarita, Antonio, Jerónimo, Francisco y Ana.
Ese mismo año hizo el diseño de la espectacular iglesia y la torre de granito de São Pedro dos Clérigos en Oporto. Esta sería, según los estudiosos, su obra más importante (1732-1763). Se convertiría en la construcción más importante en la renovación de Oporto durante la primera mitad del siglo XVIII, junto con sus otras realizaciones, que transformaría a Oporto en la mayor ciudad del barroco portugués.
Su especialidad era la dourada Talha, una técnica para decorar la madera con hojas de oro. Estas esculturas de madera dorada se convirtieron en lo más típico en el arte barroco portugués. Esta técnica se aplicó a los altares, retablos , esculturas y baldaquinos dando una impresión abrumadora de la opulencia al entrar en una iglesia. Durante la Contrarreforma esta riqueza de la ornamentación se animó a impresionar a los creyentes con la riqueza de la fe católica.
Nicolau Nasoni introdujo en Portugal la forma cóncava del retablo y el arco ondulado en la parte superior. Ejerció una gran influencia en sus contemporáneos con su escultura de madera. Un buen ejemplo es el retablo en el altar mayor de la iglesia de San Ildefonso en Oporto, donde se utilizan los mismos elementos decorativos temáticos que en sus diseños arquitectónicos (conchas asimétricas, hojas de acanto, volutas y hojas, con la adición de los ángeles que vuelan).
En sus diseños para la plata eclesiástica, utilizó estos mismos motivos una vez más: los ángeles alados, hojas de acanto y guirnaldas (retablo de plata en la catedral de Oporto). Y de nuevo en las barandillas de hierro y las puertas del arco del presbiterio en la misma catedral.
En 1743 ingresó en la Hermandad de los Clérigos. Fue enterrado, a petición suya, en una tumba sin nombre en la cripta de la Iglesia de los Clérigos.
Como arquitecto y pintor, dejó una enorme influencia en la zona norte de Portugal, uno de sus sucesores fue el pintor y arquitecto José de Figueiredo Seixas , que había trabajado bajo su dirección.

## Obras importantes en Oporto y el norte de Portugal
- Palacio Episcopal de Oporto
- Iglesia y Torre de los Clérigos
- Logia de la Catedral de Oporto.

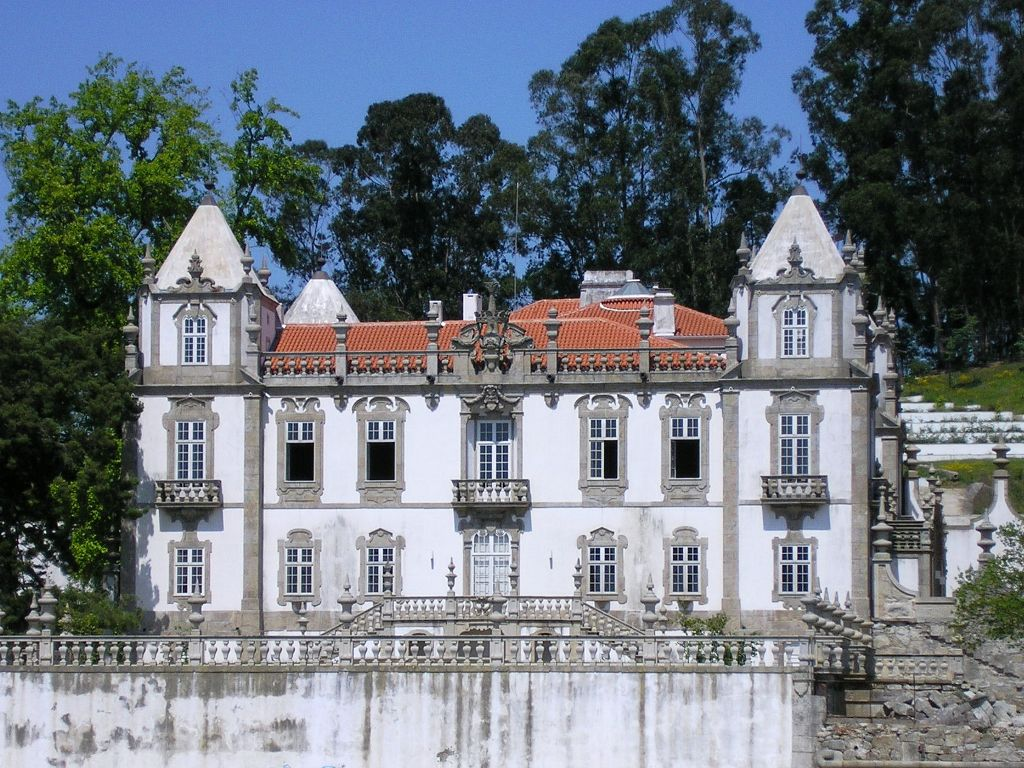
Palacio de Freixo en Oporto

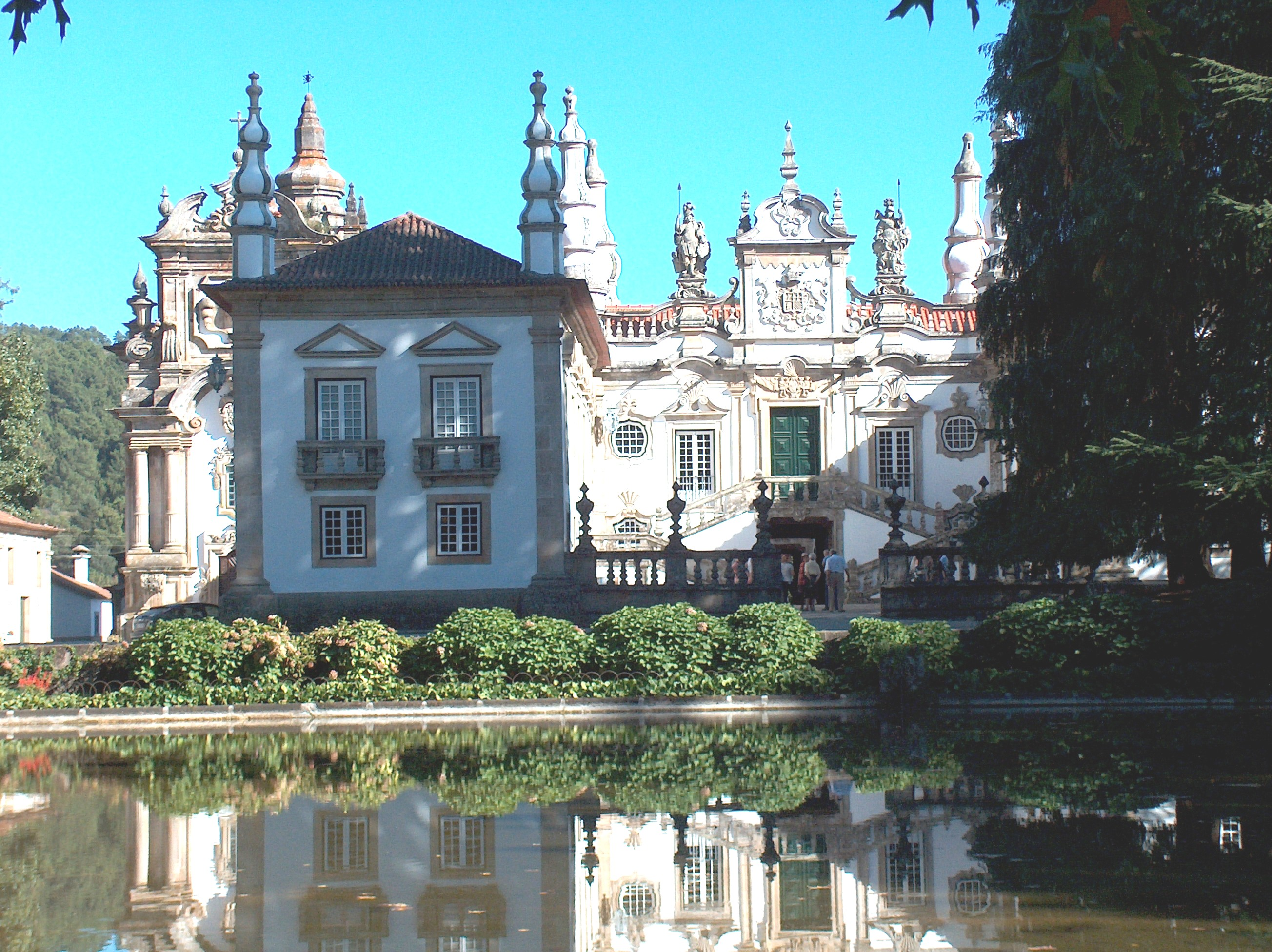
Palacio de Mateus en Vila Real

- Palacio de São João o Novo (1723-1733) (Oporto) (en la actualidad alberga el Museo Etnográfico e Histórico).
- Catedral de Lamego (1738-1743): reconstrucción de la catedral y la pintura de las falsas cúpulas de la nave, utilizando quadratura técnicas.
- Fuente y escalinata del Santuario de Nossa Senhora dos Remédios, en Lamego
- Frescos que representan la gran tribulación (1739, destruida) en el techo de la nave de la Iglesia Santa Eulalia en Cumeeira, en la provincia rural de Trás-os-Montes.
- Iglesia do Bom Jesús (1743), una magnífica iglesia barroca en Matosinhos , al norte de Oporto. A continuación añadió un elemento de la horizontalidad (bastante raro en la arquitectura portuguesa).
- Quinta do Chantre (1743): muros de los jardines con fuentes a lo largo de un eje central, que conduce a la casa con una torre central.
- Iglesia de Santa Marinha (1745), Vila Nova de Gaia (al otro lado del río Duero, frente a Porto)
- Retablo de la Igreja de Santo Ildefonso (1745).
- La Chafariz de San Miguel monumento-fuente construida en el centro histórico de Oporto.
- Diseños para el orfanato de Nuestra Señora de la Esperanza (1746).
- Quinta de Ramalde (1746): la adición de estilo neogótico elementos decorativos tales como almenas de la torre central.
- Fachada de la Iglesia de la Misericordia (1749) (Oporto).
- El Palacio de Freixo (1750) (Oporto).
- La parte central del Palacio de Mateus (Solar de Mateus) (atribuido a Nasoni por razones estilísticas, terminado en 1750) (Vila Real).
- Quinta da Prelada (terminado antes de 1758): uno de sus diseños más teatral, llena de fantasía, como la fuente de granito de la Tortuga (pero no completado).
- Capela Nova (Vila Real).